# IC 3346
IC 3346 ist eine elliptische Zwerggalaxie im Sternbild Jungfrau nördlich der Ekliptik. Sie ist schätzungsweise 55 Millionen Lichtjahre von der Milchstraße entfernt und hat einen Durchmesser von etwa 10.000 Lj. Die Galaxie ist unter der Katalognummer VCC 936 als Mitglied des Virgo-Galaxienhaufens gelistet.
Im selben Himmelsareal befinden sich u. a. die Galaxien NGC 4429, IC 3331, IC 3356, IC 3358.
Das Objekt wurde am 10. Mai 1904 von Royal Harwood Frost entdeckt.